# Къщата с куклите
„Къщата с куклите“ е културна забележителност в речния град Видин.. Намира се на улица Широка и булеварда

## История
Построена е през 1890 година за дом и работилница на богатия занаятчия Ангел Иванов по проект на архитект Теодор „Тома“ Върхота.
Постройката е с правилна форма и застроена площ от 130 кв. м., като има два входа - централен и заден. Двете стаи откъм улицата в партера са достъпни направо от нея и служат за работилница и склад. Помещенията са декорирани със стенописи. Запазени са само в коридора и в две от стаите, като всичките са в партера. 
Сградата е обявена за паметник на културата през 1975 година. 

## Външна архитектура
Във всичките фасади на къщата е приложена скулптурна пластична украса. Главната фасада откъм ул. “Широка” е с партерен етаж – рустицирана мазилка и засводени отвори; първият етаж – гладка мазилка с рустицирано оформяне на ъглите и правоъгълни отвори. Входът е в средата, засводен с полукръгла арка върху импости. Встрани от него има два пиластра с акантови листа и бюст на амурче. Ключовият камък е във вид на конзола с маска на Меркурий. Входът е подчертан и на първия етаж с леко издадения ризалит, железен балкон, засводен с балконска врата. Масивната извита конзола, която служи за ключов камък, е украсена с женска фигура в цял ръст. Над главния корниз следва атика, върху която стоят изправени две статуи – женски фигури. Прозорците на първия етаж са правоъгълни, с профилирана рамка и хоризонтален корниз. Под всеки прозорец има пано с релеф на детска фигура - амурче, люлеещо се на лавров венец. Над прозореца – конзола с лъвска маска или маска на Меркурий и триъгълен фронтон. Главният корниз е профилиран, допълнен с лек фриз от геометрични орнаменти, в който взимат участие и кръглите отвори за тавана. Премахнати са само декоративните подпрозоречни пана.
Задната фасада на сградата е идентична с главната, но свободно стоящите фигури върху атиката са по-различни.
Конструкцията на сградата е масивна. Стените са изградени от тухли. Детайлните елементи са изработени от керамика. Има обикновен покрив с керемиди.

### Куклите
Фигурите са изработени в стила на старогръцките музи - покровителки на изкуствата и науката, но се отличават от класическите образци и не са тяхно копие.

#### Куклите - предна фасада
Лявата "кукла" държи свитък с план на сградата в едната ръка, а в другата чертожен инструмент и вероятно според замисъла на автора е нещо като муза на строителството. Дясната е изобразена с чук в едната ръка и изваяна от камък женска глава в другата. И двете фигури нямат аналог в античната митология, като се смята, че може би са свързани с професията на стопанина на къщата

#### Куклите - задна фасада
За разлика от другите две, тези изглеждат като класическите музи - покровителки на изкуствата и науката. Смята се, че куклата вдясно е Ерато, която според древногръцката митология е муза на лириката и любовната поезия, в песните и религиозните химни е била винаги изобразявана с лира или цитра в ръка. Лявата фигура е леко повредена и липсва предмета, който е бил в ръцете на музата, но се предполага, че това е Клио - музата на историята и епичната поезия, която е изобразявана с руло пергамент в ръка.

## Интериор
Декорацията в коридора е направена с шаблони. По стените има рисувани пана /два вида/, орнаменти-фризове и розети. Единият вид изобразява символа на плодородието, а другият символизира науката. И двата символа представляват женски фигури. В едната стая е запазен рисувания таван в композиция на кръг, вписан в квадрат, като кръгът бива разделен на осем части. Всяка част е орнаментирана, както и ъглите на тавана и центъра на композицията. Композицията на тавана в другата стая, който е правоъгълен, се състои от квадрат, допълнен с два правоъгълника, и квадрата е вписан кръг, допрян до четири дрyги малки кръга. В останалата част преобладават елементи в сиво-кафяво.

## Наименование
Видинчани нарекли къщата с това име заради четирите изправени женски фигури, поставени на главния корниз на предната и задната фасада. 